# Séismes de 2013 à Dingxi
Les séismes de 2013 à Dingxi désignent une série de séismes survenue les 22 et 23 juillet 2013 à Dingxi, dans la province de Gansu, au nord-ouest de la République populaire de Chine. Le premier séisme frappe à 7 h 54 heure locale, où l'épicentre se situait à la frontière entre les comtés de Min et de Zhang. La magnitude du premier séisme est déterminée à 6,6 par le Centre chinois de surveillance sismologique, et sa profondeur est estimée à 20 km,. Le premier séisme est mesuré à 5,5 par le United States Geological Survey (USGS), et à 6 par l'European Alert System. Un autre séisme survient une heure plus tard, mesuré à 5,6 de magnitude par le USGS. À  18 h heure chinoise le 22 juillet (10 h UTC), 422 répliques ont été enregistrées. Les séismes ont été ressentis dans les villes de Tianshui et Lanzhou dans le Gansu, et à Xi'an, Baoji et Xianyang dans la province de Shaanxi.
À 18 h heure locale, le 22 juillet, 89 morts ont été rapportées. Au total, 515 personnes ont été blessées, dont 60 gravement, et 5 ont été rapportées disparues,.

## Description
La secousse est survenue à moins de 14 kilomètres de Lintan et Dangchang (临潭-宕昌断裂带). La majeure partie des blessés a été rapportée dans le comté de Min, situé à 15 kilomètres de l'épicentre avec 87 décès. D'après les autorités provinciaux de Gansu, plus de 1 200 logements ont été ravagés, et plus de 21 000 ont été sévèrement touchés. Certains logements en construction ont été coulés sous des glissements de terrain causés par le séisme. Pendant cette catastrophe, 20 % des logements se sont écroulés, et 60 % ont été endommagés. Il est estimé que 27 360 personnes ont fui dans le comté de Zhang. Les communications ont été coupées dans 13 villes du comté de Zhang et dans certains villages de Meichuan, dans le comté de Min. Cinq villes à l'Est du comté de Min ont été privées d'électricité.

## Répliques
| Date et heure (CST)              | Coordonnées           | Magnitude | Profondeur (km) de la réplique |
| -------------------------------- | --------------------- | --------- | ------------------------------ |
| 22 juillet 2013 7 h 54 min 9 s   | 34° 30′ N, 104° 12′ E | 3,4       | 7                              |
| 22 juillet 2013 8 h 6 min 38 s   | 34° 30′ N, 104° 12′ E | 3         | 7                              |
| 22 juillet 2013 8 h 9 min 43 s   | 34° 30′ N, 104° 12′ E | 3,9       | 6                              |
| 22 juillet 2013 8 h 16 min 45 s  | 34° 30′ N, 104° 12′ E | 3,3       | 10                             |
| 22 juillet 2013 9 h 12 min 34 s  | 34° 36′ N, 104° 12′ E | 5,6       | 14                             |
| 22 juillet 2013 9 h 23 min 28 s  | 34° 36′ N, 104° 12′ E | 3         | 7                              |
| 23 juillet 2013 15 h 28 min 8 s  | 34° 30′ N, 104° 12′ E | 3,7       | 7                              |
| 23 juillet 2013 16 h 46 min 46 s | 34° 36′ N, 104° 12′ E | 3,1       | 7                              |

## Réactions
Le lendemain, après les séismes, le président Xi Jinping ordonne le déploiement d'efforts sur place.